# Mougoutsi
Mougoutsi är ett departement i Gabon. Det ligger i provinsen Nyanga, i den södra delen av landet, 400 km sydost om huvudstaden Libreville. Antalet invånare är 31 789. Provinsens huvudstad Tchibanga ligger i Mougoutsi.